# Пальмитат серебра
Пальмитат серебра — химическое соединение,
соль серебра и пальмитиновой кислоты
с формулой AgC15H31COO,
бесцветные (белые) кристаллы,
не растворяется в воде.

## Получение
- Обменная реакция между растворами пальмитата натрия и нитрата серебра:

{\displaystyle {\mathsf {C_{15}H_{31}COONa+AgNO_{3}\ {\xrightarrow {}}\ C_{15}H_{31}COOAg\downarrow +NaNO_{3}}}}

## Физические свойства
Пальмитат серебра образует бесцветные (белые) кристаллы
триклинной сингонии, параметры ячейки a = 0,4282 нм, b = 4,395 нм, c = 0,4128 нм, α = 106,57°, β = 102,95°, γ = 90,62°, Z = 2.
Не растворяется в воде, этаноле, диэтиловом эфире.